# Pla de les Mentides
El Pla de les Mentides és una muntanya de 534 metres que es troba al municipi d'Olesa de Bonesvalls, a la comarca de l'Alt Penedès.